# Bennofest
Bennofest je manifestacija koja se održava uz blagdan sv. Benna, zaštitnika grada Münchena.
Manifestacija se tradicijski održava od 1976.u organizaciji Katoličkoga vijeća münchenske nadbiskupije. 
Hrvatski katolički vjernici prvi put su se na ovoj manifestaciji predstavili 2014. godine. Učinila je to hrvatska katolička župa bl. Alojzija Stepinca u Münchenu, kojom upravljaju franjevci splitske provincije Presvetoga Otkupitelja, a koja ima 42 tisuće župljana, inače najveća hrvatska katolička zajednica u iseljeništvu.